# Ernst Badian
Ernst Badian (8. august 1925 – 1. februar 2011) var en Østrigsk-født klassisk historiker, som fra 1971 til 1998 var professor ved Harvard University.